# SAviOr
Ма Джэ Юн (кор. 마재윤; 23 ноября 1987, Тэгу) — корейский профессиональный игрок, более известный под псевдонимом sAviOr (ранее IPXZerg), и прозванный фанатами The Maestro за свою игру. Ма играет за расу Зерг и является успешным игроком в StarCraft.

## Команда
sAviOr является членом команды CJ Entus, профессиональной команды CJ CGV, международным подразделением CJ Corporation.

## Успех
Ма Джэ Юн был первым 9 раз в корейском рейтинге KeSPA (Korean e-Sports Player’s Association), только JulyZerg имеет большее количество первых мест среди зергов (JulyZerg побеждал 11 раз).

## Основные достижения
- Статистика побед на официальных телематчах 161—101 (61.45 %), включая 55-24 (69.62 %) против расы Протосс
- 1 место, 2008 Blizzcon 2008 Tournament
- 3 место, 2007 World Cyber Games отборочные игры в Корее
- 2 место, 2007 Shinhan Bank Ongamenet Masters
- 1 место, 2006—2007 3rd Shinhan Bank Ongamenet Starleague
- 2 место, 2006—2007 MBCGame Starleague 1 Сезон
- 1 место, 2006 MBCGame Starleague 2 Сезон
- 1 место, 2006 Pringles MBCGame Starleague 1 Сезон
- 2 место, 2005—2006 MBCGame Starleague
- 1 место, 2005 UZOO MBCGame Starleague